# 黄浦区
黄浦区是上海市市辖区，上海市人民政府所在地，西部陆地与静安区及徐汇区接壤，北依苏州河与虹口、闸北两区相隔，东部、南部与浦东新区隔黄浦江相望。目前，黄浦区总面积为20.54平方公里，辖下10个街道。區人民政府駐外灘街道延安東路300號。
上海开埠前，黄浦区所在的地区属松江府上海县高昌乡，上海县治所亦在此地。自北宋熙宁年间以后逐渐形成聚落，至南宋咸淳年间始建上海镇，隶华亭县。1291年起，上海镇更为上海县后，县治仍设于境内。至1843年以前，此地已成为内外贸易的重镇，尤以十六铺一带为甚。1845年后，境内北部分别设立上海英租界和上海法租界，英租界后又发展成为公共租界。境内的北部与西部逐渐成为上海近代发展的重心。经过百多年的发展，境内基本形成今日的城市风貌。

## 概况
黄浦区位处上海市中心东部。北起苏州河，与虹口、闸北两区相望；东、南濒黄浦江，与浦东新区一江之隔；西至陕西南路、瑞金南路，与静安、徐汇两区毗邻。区境面积20.88平方公里，其中陆地18.7平方公里，水域2.18平方公里。
黄浦区是上海历史最悠久的城区，也是现代上海的中心商业区，区内不仅有上海外滩、豫园、城隍庙、文庙、复兴公园等历史人文景观，还有人民广场、南京东路步行街、上海大剧院、上海城市规划展示馆、新天地等现代城市景观。

## 历史
黄浦区是上海城市最早形成的区域。元朝在1292年设立上海县，县治和县城区域都在今黄浦区境内（原南市区浦西部分）。鸦片战争后，区境北部开辟为租界。1945年抗战胜利后，区境分属上海市第一区（黄浦区）、第二区（老闸区）、第三区（邑庙区）、第四区（蓬莱区）、第五区（泰山区）和第六区（卢家湾区）。其中第一区因濒临黄浦江，而被称为黄浦区，这是黄浦区得名之始。1947年泰山区改称嵩山区，1950年“卢家湾区”改称“卢湾区”。1956年，黄浦、老闸两区合并为黄浦区，同年撤销嵩山区，其大部并入卢湾区。1959年，邑庙、蓬莱两区合并为南市区，原邑庙区部分并入卢湾区。
1993年，黄浦区、南市区浦东部分划归浦东新区。2000年，经国务院批准，黄浦区与南市区合并成新黄浦区。2011年，黄浦区和卢湾区合并成为新的黄浦区。

## 行政区划
今黄浦区辖10个街道：
南京东路街道、外滩街道、半淞园路街道、小东门街道、豫园街道、老西门街道、五里桥街道、打浦桥街道、淮海中路街道和瑞金二路街道。

## 人口
2010年，全區总人口约为90余万人。
根據第七次全国人口普查數據，截至2020年11月1日零時，黃浦區常住人口662030人。

## 全国重点文物保护单位
- 上海中山故居
- 中国社会主义青年团中央机关旧址
- 中国共产党第一次全国代表大会会址
- 豫园
- 沉香阁
- 上海外滩建筑群
- 国际饭店

## 交通

### 轨道交通
- █ 1号线： 陕西南路  █ 10号线  █ 12号线 - 一大會址·黃陂南路  █ 14号线  - 人民广场  █ 2号线  █ 8号线 - 新闸路
- █ 2号线： 人民广场  █ 1号线  █ 8号线 - 南京东路  █ 10号线
- █ 4号线： 南浦大桥 - 西藏南路  █ 8号线 - 鲁班路
- █ 8号线： 人民广场  █ 1号线  █ 2号线 - 大世界  █ 14号线  - 老西门  █ 10号线 - 陆家浜路  █ 9号线 - 西藏南路  █ 4号线
- █ 9号线： 打浦桥 - 马当路  █ 13号线 - 陆家浜路  █ 8号线 - 小南门
- █ 10号线： 陕西南路  █ 1号线  █ 12号线 - 一大会址·新天地  █ 13号线 - 老西门  █ 8号线 - 豫园  █ 14号线  - 南京东路  █ 2号线
- █ 12号线： 陕西南路  █ 1号线  █ 10号线
- █ 13号线： 淮海中路 - 一大会址·新天地  █ 10号线 - 马当路  █ 9号线 - 世博会博物馆
- █ 14号线： 一大會址·黃陂南路  █ 1号线 - 大世界  █ 8号线 - 豫园  █ 10号线